# Тёмная сторона желания
«Тёмная сторона желания» (оригинальное название: IAST: Jism, хинди: मुझसे शादी करोगी, урду: مجھ سے شادی کروگی) — кинофильм, снятый в Болливуде и вышедший в прокат 17 января 2003 года. Снят по мотивам фильмов «Двойная страховка» и «Жар тела».

## Сюжет
Молодой юрист Кабир Лал (Джон Абрахам) одинок и не связан брачными узами. Его жизнь скучна, и довольно часто он расслабляется при помощи алкоголя, что вызывает беспокойство его друзей. Но даже они не могут повлиять на него. Случайное знакомство с красавицей Сонией Кханна (Бипаша Басу) придает наконец остроту его жизни и он готов на любые авантюры ради этой таинственной женщины. Убедившись в том, что Кабир полностью во власти её чар, Сония предлагает ему пойти на преступление и убить её мужа, промышленника Рохита Кханну, который стоит у них на пути. Кабир, не в силах отказать ей, становится убийцей. Однако, после смерти мужа Сония меняет отношение к любовнику, и Кабир понимает, что стал жертвой манипуляций охотницы за огромным наследством.

## В ролях
- Джон Абрахам — Кабир Лал.
- Бипаша Басу — Сония Кханна.
- Гульшан Гровер — Рохит Кханна.
- Анахита Оберой — Приянка Капур, сестра Рохита.
- Винай Патхак — Сиддхартх.
- Ранвир Шори — Вишал.
- Хэрш Васишт — Фрэнки.

## Саундтрек
Вся музыка написана М. М. Киравани.
| №  | Название                          | Исполнители       | Длительность |
| -- | --------------------------------- | ----------------- | ------------ |
| 1. | «Jaadu Hai Nasha Hai»             | Шрея Гхошал       | 5:29         |
| 2. | «Awarapan Banjarapan»             | KK                | 7:01         |
| 3. | «Shikayat Hai»                    | Руп Кумар         | 6:47         |
| 4. | «Mere Khwabon Ka»                 | Удит Нараян       | 4:37         |
| 5. | «Chalo Tumko Lekar Chale»         | Шрея Гхошал       | 4:48         |
| 6. | «Awarapan Banjarapan» (Version 2) | М. М. Киравани    | 2:49         |
| 7. | «Jaadu Hai Nasha Hai»             | Шрея Гхошал, Шаан | 5:28         |
| 8. | «Awarapan Banjarapan» (Version 3) | М. М. Киравани    |              |

## Критика
Кинокритик Таран Адарш дал фильму 2 звезды из 5, отметив, что главная тема была показана реалистично, без дешевой комедии, оружия, пуль, бессмысленных действий и песен, а персонаж Бипаши был чудесно проработан, но действие фильма разворачивается в летаргическом темпе, а внезапная любовь Бипаши к Джону в конце выглядит смешно.
Такое же мнение было высказано в рецензии India Today.
Более благосклонна была Дипа Гумасте с сайта Rediff.com, написавшая, что режиссёр заслуживает уважения за смелость первым в Болливуде поднять в фильме тему такого рода.

## Награды и номинации
- Лучший женский закадровый вокал — Шрея Гхошал — «Jaadu Hai Nasha Hai»
  - Filmfare Awards[5]
  - IIFA Awards[6]
  - Screen Awards

## Релиз
Бюджет фильма 32 500 000 индийских рупий.